# 伊藤熊太郎
伊藤 熊太郎（いとう くまたろう、1864年（元治元年8月23日） - 1930年頃）は、1907年から1910年にかけておこなわれた合衆国水産局の汽船アルバトロスのフィリピン遠征にイラストレーターとして参加したことなどで知られる、日本の博物画家。図鑑や学術文献に多数の精密な魚類画を描いた。

## 経歴
元治元年八月二十三日、生まれた家は不明だが、士族の子として生まれた。伊藤は、おそらくは日本の魚類学者、刺胞動物研究者であった岸上鎌吉によって、画家としてヒュー・M・スミスに推薦されたものと考えられる。アルバトロスによるフィリピンにおける調査の際に描かれた魚類画の多くは、スミソニアン博物館に所蔵されている。
1929年から1930年にかけて全3冊で刊行された田子勝彌編著の『日本魚介図譜』は、伊藤が描いたものであった。また、1931年から1932年にかけて大日本水産会が作成した『日本水産動植物圖集』にも伊藤が描いた作品が収録されている。
日本では、2016年に東京海洋大学図書館で開催された展示を契機として、荒俣宏が新たにスケッチ帖6冊、原画1,267 枚を発見した。また、画集の原画100点が、テレビ番組『開運!なんでも鑑定団』に登場し、高値がついた。
伊藤の経歴などについては、生没年や子孫の有無なども含め、ほとんど明らかになっていない。